# Pijuán
José Juan Piñero González (29 de agosto de 1942 - Hato Rey, 14 de marzo de 2018), conocido artísticamente como Pijuán, fue un músico puertorriqueño, que produjo y/o ha sido acreditado en varios álbumes bajo los sellos discográficos Phillips Borinquen, Hit Parade, Kubaney, Discos Melón, TH Records, Private Ranch Records y Musigol Records.

## Biografía
El amor de Pijuán por la música comenzó ya en su juventud, entreteniendo al público con su pequeña banda mientras estudiaba en la Escuela Superior República de Colombia en San Juan (Puerto Rico). Después de completar sus estudios en la Universidad de Puerto Rico, Pijuán combinó ritmos tropicales creando su propia identidad musical llamada "salsa lounge", a lo largo de festivales tocando salsa, son, guaguancó, guaracha, bomba, plena, balada, Mambo, jala jala, calypso, y bugalú.
Durante su carrera, conoció a figuras instrumentales como el director de orquesta Rafael Muñoz, ampliándosele la oportunidad de tocar en prestigiosos hoteles alrededor de Puerto Rico. Otra figura clave y compositor fue Paquito López Vidal, con quien Pijuán colaboró en el Salón Fiesta del Hotel Condado Beach.
En 1964, Pijuán juntó a un sexteto de músicos para trabajar en Barraca y tocó en diferentes países como Aruba, Curazao, Colombia, Venezuela, Panamá, Perú y los Estados Unidos, estableciendo así el sexteto en el mismo Hotel Condado Beach al año siguiente.

## Shows de televisión
Durante las siguientes décadas, Pijuán mostró su vibrante Sexteto a los televidentes puertorriqueños y/o invitó a músicos locales a programas como Show Coca-Cola, Sábado a las 12 con Pijuán y Fiestas Fijas con Pijuán - Telemundo Canal 2 (1967-1972); produjo y dirigió La Factoría de la Salsa - TeleSiete (1973-1974); El Show del Mediodía - Canal 4 - WAPA-TV (1974-1976); y nuevamente, siguió el mismo formato para el “nuevo” programa que Pijuán produjo/dirigió La Nueva Factoría de la Salsa - TeleSiete (1980-1981); Encantados con Maggie (1983-1986) formó parte del segmento llamado El show de las 12 producido por Paquito Cordero y conducido por Eddie Miro - Telemundo / Canal 2 (hasta el 1T-2005); y Con La Música X Dentro - CLMXD por WPRV TV / Canal 13 – o Tele-Oro, transmitido directamente desde la casa de Pijuán, junto con telecancionero, un programa en formato karaoke (2007-2009).
Pijuán grabó con Baby Boomer Boys, un grupo formado por Edward Delgado, Harry Fraticelli, Esteban Rivera, Sammy Aguirre y Tony Guayama.
Pijuán trabajó en ambos medios, televisión y música, durante varios años, lo que le sirvió de trampolín a otros. Conoció a músicos y actores famosos y aclamados como Rocío Dúrcal y Liza Minnelli, por mencionar algunos.
En 2016, Pijuán celebró sus cincuenta años de carrera como músico profesional tocando en varios lugares de Puerto Rico.
Pijuan murió el 14 de marzo de 2018 a los 76 años a causa de problemas cardiacos en el Hospital Auxilio Mutuo en Hato Rey.

## Discografía
- 2010 - Pijuán y Los Baby Boomer Boys – Bohemia Bailable – Musigol Records
- 1986 - Bizcocho & Pijuán – El premio 'Gordo' del Sabor – Private Ranch Records
- 1983 - Grandes Hits Navideños de Pijuán – Private Ranch Records
- 1982 - Harry Fraticelli – El Cantante del Pueblo (produced by Pijuán) – Private Ranch Records
- 1982 - Orlando Pabellón – Ahora Sí Que Estamos...Heavy (produced by Pijuán) – Private Ranch Records
- 1982 - Pijuán – Temas de Amor – Introducing Sammy Aguirre – Private Ranch Records
- 1981 - Pijuán – La Supertrulla [La Súper Trulla] # No. 3 – Discos Melón | TH Records
- 1980 - Pijuán – La Supertrulla [La Súper Trulla] # No. 2 – Discos Melón | TH Records
- 1979 - Pijuán – Emociones - vocals Hanibal – Discos Melón | TH Records
- 1978 - Pijuán – Salsa de Salón – Discos Melón
- 1978 - Puerto Rican Power – La Pura Naturaleza de la Salsa (produced by Pijuán) – Discos Melón
- 1977 - Pijuán – Merengues a Lo Pijuán – Discos Melón
- 1975 - Pijuán – La Supertrulla [La Súper Trulla] – Discos Melón All-Stars – Discos Melón
- 1974 - Pijuán – La Factoria de la Salsa - vocals Tony Guayama – Discos Melón
- 1973 - Pijuán – Un Chorrito de Pitorro – Discos Melón
- 1972 - Pijuán y su Sexteto – El Nuevo Album de Pijuán... – Discos Melón
- 1972 - Pijuán y su Sexteto – Mas Producción en Salsa Melódica – Discos REX SA (Discos Melón)
- 1971 - Pijuán y su Sexteto – Arráncame la Vida – Kubaney
- 1970 - Pijuán y su Sexteto – Ahora Es Cuando...É – Kubaney
- 1970 - Pijuán y su Sexteto – Ahora Sí – Kubaney
- 1970 - Pijuán (45rpm) – La Maestranza (A) - La Piragua (B) – Kubaney K-5362 (two cuts from the 'Ahora Sí')
- 1969 - Pijuán y su Sexteto – Sabor a Pueblo – A Soul Full Latin Sound for 69 – Hit Parade
- 1968 - Pijuán y su Sexteto – Estamos en Todas – Groovy – Hit Parade
- 1967 - Pijuán y su Sexteto – Swing-A-Ling y Boogaloo – Phillips Borinquen
- 1966 - Pijuán y su Sexteto – En el Tradewinds ‘El Floron’ | Swing with the Tide at the Tradewinds – Phillips Borinquen

## Otras obras
- Coordina Carlos Velásquez El Rincón de los Coleccionistas Exquisitos